# Zygometis lactea
Zygometis lactea L. Koch, 1876 è un ragno appartenente alla famiglia Thomisidae.
È l'unica specie nota del genere Zygometis.

## Distribuzione
L'unica specie oggi nota di questo genere è stata rinvenuta nell'area compresa fra la Thailandia e l'Australia; reperita anche sull'isola di Lord Howe

## Tassonomia
Il genere è considerato sinonimo anteriore di Diasterea Shield & Strudwick, 2000 a seguito di un lavoro di Lehtinen (2005a) sugli esemplari-tipo di Diaea lactea L. Koch, 1876
Dal 2005 non sono stati esaminati altri esemplari, né sono state descritte sottospecie al 2015.

### Sinonimi
- Zygometis albiceris (L. Koch, 1876); trasferita qui dal genere Diaea e posta in sinonimia con Zygometis lactea (L. Koch, 1876) a seguito di un lavoro degli aracnologi Shield & Strudwick del 2000 quando erano denominati come Diasterea[1].
- Zygometis cristulata Simon, 1901; posta in sinonimia con Zygometis lactea (L. Koch, 1876) a seguito di uno studio di Lehtinen (2005a)[1].
- Zygometis javana (Simon, 1895); trasferita qui dal genere Massuria e posta in sinonimia con Zygometis lactea (L. Koch, 1876) a seguito di uno studio di Lehtinen (2005a)[1].